# Tanytarsus kyotoensis
Tanytarsus kyotoensis är en tvåvingeart som beskrevs av Tokunaga 1938. Tanytarsus kyotoensis ingår i släktet Tanytarsus och familjen fjädermyggor. Inga underarter finns listade i Catalogue of Life.